# Güntersberge
Güntersberge is een plaats en voormalige gemeente in de Duitse deelstaat Saksen-Anhalt, en maakt deel uit van de Landkreis Harz.
Güntersberge telt 916 inwoners.